# بخش دیر اسماعیل خان

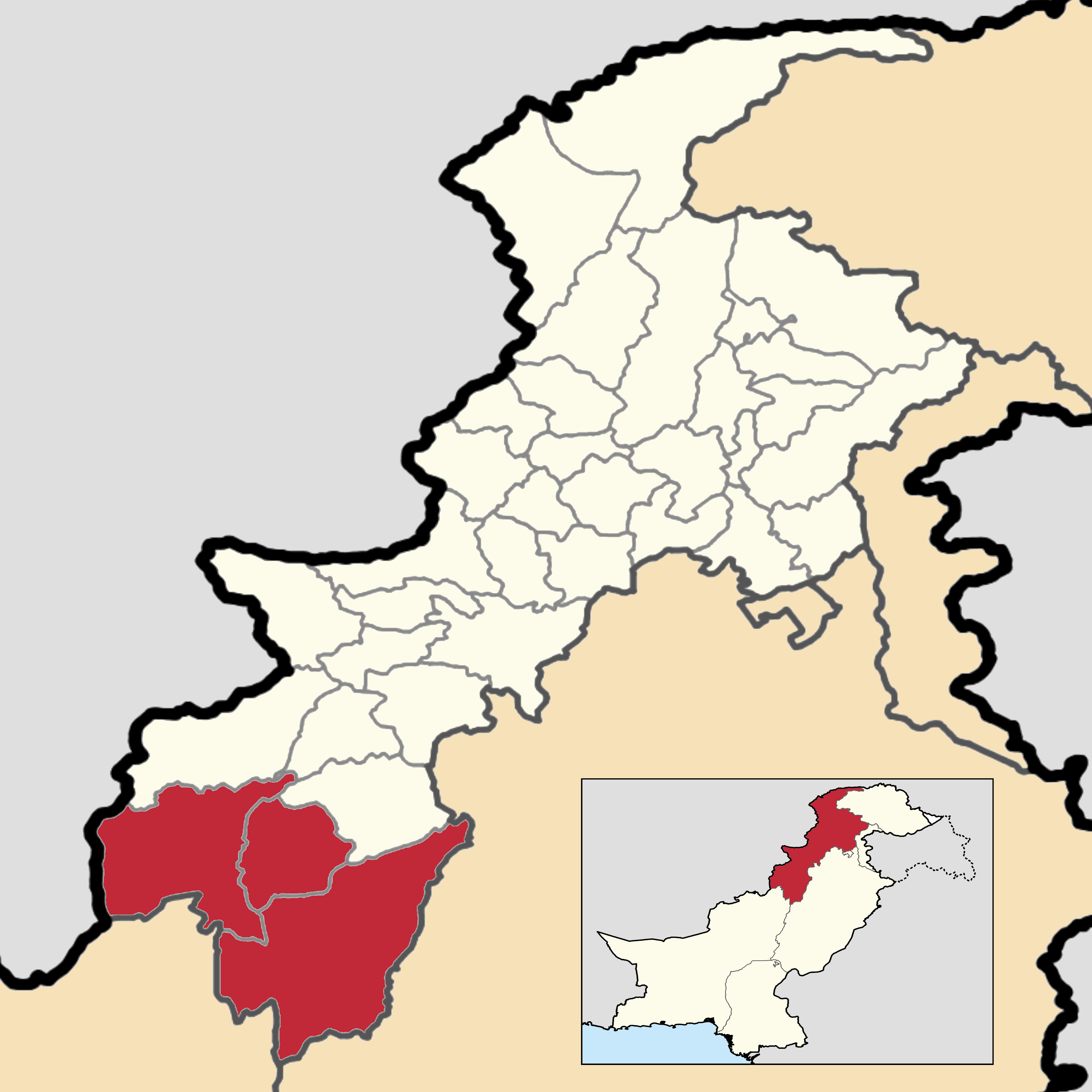
نمایی از نقشهٔ بخش دیر اسماعیل خان در ایالت خیبر پختونخوا، پاکستان - ۲۰۲۰

بخش دیر اسماعیل خان (انگلیسی: Dera Ismail Khan Division) یکی از بخش‌های پاکستان در ایالت خیبر پختونخوا بود که در اصلاحات انجام‌گرفته در سال ۲۰۰۰، ساختار بخش در پاکستان حذف گردید. اما در سال ۲۰۰۸ مجدداً بازگردانده شد. ناحیه‌های آن عبارت بودند از:
- ناحیه دیره اسماعیل خان
- ناحیه تانک